# Хесус Діас Паласіо
Хесус Діас Паласіо (ісп. Jesús Díaz Palacio; нар. 16 жовтня 1954) — колумбійський футбольний арбітр. Арбітр ФІФА у 1983—1990 роках.

## Кар'єра
1983 року отримав статус арбітра ФІФА.
Був одним з арбітрів на молодіжному чемпіонаті світу 1985 року в СРСР, де відсудив один матч групового етапу.
Працював на відбіркових матчі в зоні КОНМЕБОЛ на чемпіонати світу 1986 року в Мексиці та 1990 року в Італії. У 1986 році він також потрапив і до списку арбітрів на фінальну частину «мундіалю», відсудивши дві гри як головний арбітр і три як боковий.
Був головним арбітром на трьох матчах Кубка Америки 1989 року у Бразилії, відсудивши в тому числі одну гру фінального раунду.
Був головним арбітром на футбольних турнірах Олімпійських ігор 1984 (1 матч) та 1988 років (2 матчі).
Завершив кар'єру арбітра у 1990 році.